# Södholm (vid Björkö, Kumlinge, Åland)
Södholm är en ö i Åland (Finland). Den ligger i Skärgårdshavet och i kommunen Kumlinge i landskapet Åland, i den sydvästra delen av landet. Ön ligger omkring 61 kilometer öster om Mariehamn och omkring 220 kilometer väster om Helsingfors.
Öns area är 24,7 hektar och dess största längd är 0,9 kilometer i öst-västlig riktning. Ön höjer sig omkring 15 meter över havsytan.